# Aiguaviva
Aiguaviva é um município da Espanha na comarca de Gironès, província de Girona, comunidade autónoma da Catalunha. Tem 13,91 km² de área e em 2021 tinha 789 habitantes (densidade: 56,7 hab./km²).

## Demografia
| Variação demográfica do município entre 1991 e 2004 | Variação demográfica do município entre 1991 e 2004 | Variação demográfica do município entre 1991 e 2004 | Variação demográfica do município entre 1991 e 2004 |
| --------------------------------------------------- | --------------------------------------------------- | --------------------------------------------------- | --------------------------------------------------- |
| 1991                                                | 1996                                                | 2001                                                | 2004                                                |
| 354                                                 | 432                                                 | 496                                                 | 593                                                 |